# 帕克斯頓廣場 (亞利桑那州)
帕克斯頓廣場（英語：Paxton Place）是位於美國亞利桑那州亞瓦派縣的一個非建制地區。該地的面積和人口皆未知。

## 地理
帕克斯頓廣場的座標為34°10′20″N 112°29′05″W / 34.17222°N 112.48472°W，而該地的平均海拔高度為1202米（即3944英尺）。